# Emma Askling
Emma Maria Askling, född 25 april 1976 i Åtvidaberg, i Östergötlands län, är en svensk författare och sjuksköterska. 
Hon är uppvuxen i Åtvidaberg, men numera bosatt i Strängnäs i Södermanlands län. 
Genom att blogga kom Askling i kontakt med andra personer intresserade av skrivande. Detta bidrog till att hon skickade in en novell till en tävling som hon inte vann, men som blev publicerad i tidskriften Året runt.
Hon debuterade 2014 med Det övergivna huset som utspelar sig i Åtvidaberg. Hon har gett ut ett tiotal böcker, mestadels kapitelböcker för barn i låg- och mellanstadieålder.
Utöver att skriva böcker arbetar hon som barnsjuksköterska.